# Procambarus clemmeri
Procambarus clemmeri är en kräftdjursart som beskrevs av Hobbs 1975. Procambarus clemmeri ingår i släktet Procambarus och familjen Cambaridae. IUCN kategoriserar arten globalt som livskraftig. Inga underarter finns listade i Catalogue of Life.